# دالیا ایتزیک
دالیا ایتزیک (به عبری: דליה איציק) سیاست‌مدار زن اسرائیلی و نخستین رئیس (سخنگوی) زن این کشور در کنست است.
ایتزیک در شهر اورشلیم از والدینی که از یهودیان عراق بودند به دنیا آمد. همسر وی دنی نام دارد و وی صاحب سه فرزند می‌باشد.

## سمت‌ها
- وزیر محیط زیست (۲۰۰۱-۱۹۹۹)
- وزیر صنعت و تجارت (۲۰۰۲-۲۰۰۱)
- وزیر ارتباطات (۲۰۰۵)
- سخنگوی کنیست (۲۰۰۹-۲۰۰۶)